# Струков, Константин Модестович
Константи́н Моде́стович Стру́ков (22 октября 1885 — после 1917) — русский политик, член IV Государственной думы от Харьковской губернии.

## Биография
Из потомственных дворян Харьковской губернии. Землевладелец Старобельского уезда (520 десятин).
В 1907 году окончил юридический факультет Санкт-Петербургского университета и начал службу будучи причисленным к Государственной канцелярии. Воинскую повинность отбывал в лейб-гвардии 1-й артиллерийской бригаде, 4 октября 1909 года произведен в прапорщики запаса пешей артиллерии. Избирался старобельским уездным предводителем дворянства (1911—1917). Дослужился до чина коллежского асессора.
В 1912 году был избран членом Государственной думы от Харьковской губернии. Входил во фракцию правых, был казначеем Совета фракции. Состоял секретарем комиссии по рабочему вопросу, а также членом комиссий: по исполнению государственной росписи доходов и расходов, бюджетной, по направлению законодательных предложений, по военным и морским делам, и по судебным реформам.
В 1913 году вступил в Русское собрание, участвовал в съездах Объединенного дворянства.
С началом Первой мировой войны был призван в 32-ю артиллерийскую бригаду. За боевые отличия награждён орденом Св. Владимира 4-й степени с мечами и бантом (ВП 22.08.1915). Высочайшим приказом от 18 июля 1915 года уволен от военной службы для определения к статским делам.
В 1916 году был избран членом Постоянного совета Объединённого дворянства.
Судьба после 1917 года неизвестна. Был холост.